# Navalcán
Navalcán – gmina w Hiszpanii, w prowincji Toledo, w Kastylii-La Mancha, o powierzchni 59,73 km². W 2011 roku gmina liczyła 2358 mieszkańców.